# NYC 1978
NYC 1978 uživo je album od američkog punk rock sastava Ramones, koji izlazi u kolovozu 2003. g. Materijal za album je snimljen 7. siječnja 1978. u Palladiumu (glazbena manifestacija), New York. Album objavljuje izdavačka kuća King Biscuit, a dio je serije King Biscuit Flower Hour Archive Series.
Koncert je snimljen samo sedam dana nakon koncerta objavljenog na albumu It's Alive, pa postoji velika sličnost između ta dva albuma. Popis pjesama je isti osim skladbe "Judy Is A Punk", koja se nalazi na albumu NYC 1978.
2004.g. diskografska kuća Sanctuary Records, objavljuje reizdanje albuma s novim imenom "Live January 7, 1978 at the Palladium, NYC i novi omotom albuma.

## Popis pjesama
1. "Rockaway Beach"
2. "Teenage Lobotomy"
3. "Blitzkrieg Bop"
4. "I Wanna Be Well"
5. "Glad To See You Go"
6. "Gimme Gimme Shock Treatment"
7. "You're Gonna Kill That Girl"
8. "I Don't Care"
9. "Sheena Is a Punk Rocker"
10. "Havana Affair"
11. "Commando"
12. "Here Today, Gone Tomorrow"
13. "Surfin' Bird"
14. "Cretin Hop"
15. "Listen To My Heart"
16. "California Sun"
17. "I Don't Wanna Walk Around With You"
18. "Pinhead"
19. "Do You Want To Dance"
20. "Chainsaw"
21. "Today Your Love, Tomorrow The World"
22. "Now I Wanna Be A Good Boy"
23. "Suzy Is A Headbanger"
24. "Let's Dance"
25. "Oh, Oh, I Love Her So"
26. "Now I Wanna Sniff Some Glue"
27. "We're A Happy Family"

## Vanjske poveznice
- discogs.com - Ramones - NYC 1978